# Герб Жердевского района
Герб муниципального образования Же́рдевский район Тамбовской области Российской Федерации.
Герб Жердевского района утверждён 16 октября 2013 года Решением Жердевского районного совета народных депутатов Тамбовской области № 22.
Герб внесён в Государственный геральдический регистр Российской Федерации под номером 8838.

## Описание герба
«В лазоревом поле со включенной зеленой узкой оконечностью, поверх всего - золотая мельница с четырьмя косвенно обращенными крыльями, увенчанная серебряной летящей пчелой. Щит увенчан золотой муниципальной короной установленного образца».
Допускается воспроизведение герба района с вольной частью (четырёхугольником, прилегающим изнутри к углу щита, расположенному вверху слева от зрителя, и несущим композицию гербового щита Тамбовской области).

## Обоснование символики герба
В гербе района изображены условные мельница (указывающая на сельское хозяйство и представляющая исторические реалии) и пчела (символ трудолюбия, знак территориальной принадлежности). Фон (поле) герба района - лазоревый (синий, голубой), символизирующий мир и экологический баланс, с зеленой полосой внизу (условное обозначение земли, расцветка символизирует силы природы, рост, надежду). Над щитом - корона особого вида, знак районного статуса.

## История

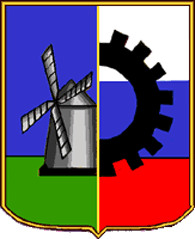
Герб Жердевского района (2012 год)

12 апреля 2012 года Решением Жердевского районного совета народных депутатов Тамбовской области № 18 был утверждён герб района со следующем описанием: «В лазоревом поле на зелёной земле стоит ветряная мельница, расположенная на поделённом пополам щите, имеющий сходство с основным областным гербом, с одним размером в одной цветовой гамме при оформлении. В правой части герба, как символ уже современной промышленности, на фоне современного Российского флага изображена шестерёнка».
Описание герба гласило: «Герб языком символов и аллегорий отражал природные, исторические и культурные особенности Жердевского района. В 1779 году по указу императрицы Екатерины II было образовано Тамбовское наместничество в составе 15 уездов, а в 1796 году оно было переименовано в губернию. Жердевский край вошёл в Борисоглебский уезд. В экономических примечаниях к генеральному плану Борисоглебского уезда в 1816 году записано, что на речке в Бурнаке одни мучные мельницы. В середине XIX века несколько крестьянских семей из села Бурнака облюбовали место для переселения на правой стороне реки Савалы и, получив согласие бурнакского схода, построили здесь избы. Возникшее селение называлось Выселками Цыбизовка. Под таким двойным названием оно просуществовало до 1885 года. Затем стало именоваться д. Чибизовка. 
Тамбовский край согласно архивным документам во всероссийском рынке играл роль крупного поставщика зерна. Начиная с XVIII века и в пятидесятых годах XIX века сбор хлеба на душу населения в нём составлял около 40 пудов против 23 пудов в других 50 губерниях европейской России. Количество товарного хлеба достигало 20 миллионов пудов в год. Хлеб вывозили за пределы губернии, в центральные и северные районы. Значительное количество тамбовского зерна продавалось и за границу. Наш уезд был одним из крупных поставщиков хлеба, поэтому мучные мельницы в нашем районе были довольно в большом количестве.
Хлеб стали вывозить по железной дороге начиная с 1869 года. В этом году проследовал первый пассажирский поезд мимо станции Бурнак — такое первоначальное название имела станция Жердевка до ноября 1905 года.
Фигуры герба Жердевского района отражали:
Ветряная мельница — олицетворяет собой сбор урожая и плодородия.
Шестерёнка — символ современной промышленности.»
16 октября 2013 года Решением Жердевского районного совета народных депутатов Тамбовской области № 22 был утверждён новый герб района, а старый герб 2012 года был отменён.